# 馬爾莫鎮區 (明尼蘇達州艾特金縣)
馬爾莫鎮區（英語：Malmo Township）是位於美國明尼蘇達州艾特金縣的一個行政鎮區。

## 地方資料
馬爾莫鎮區的面積為92.50平方千米，當中陸地面積為85.40平方千米，而水域面積為7.10平方千米。根據2020年美國人口普查的數據，當地共有人口353人，而人口密度為每平方千米3.82人。